# 圖倫丘克河
46°41′00″N 29°44′20″E / 46.68333°N 29.73889°E

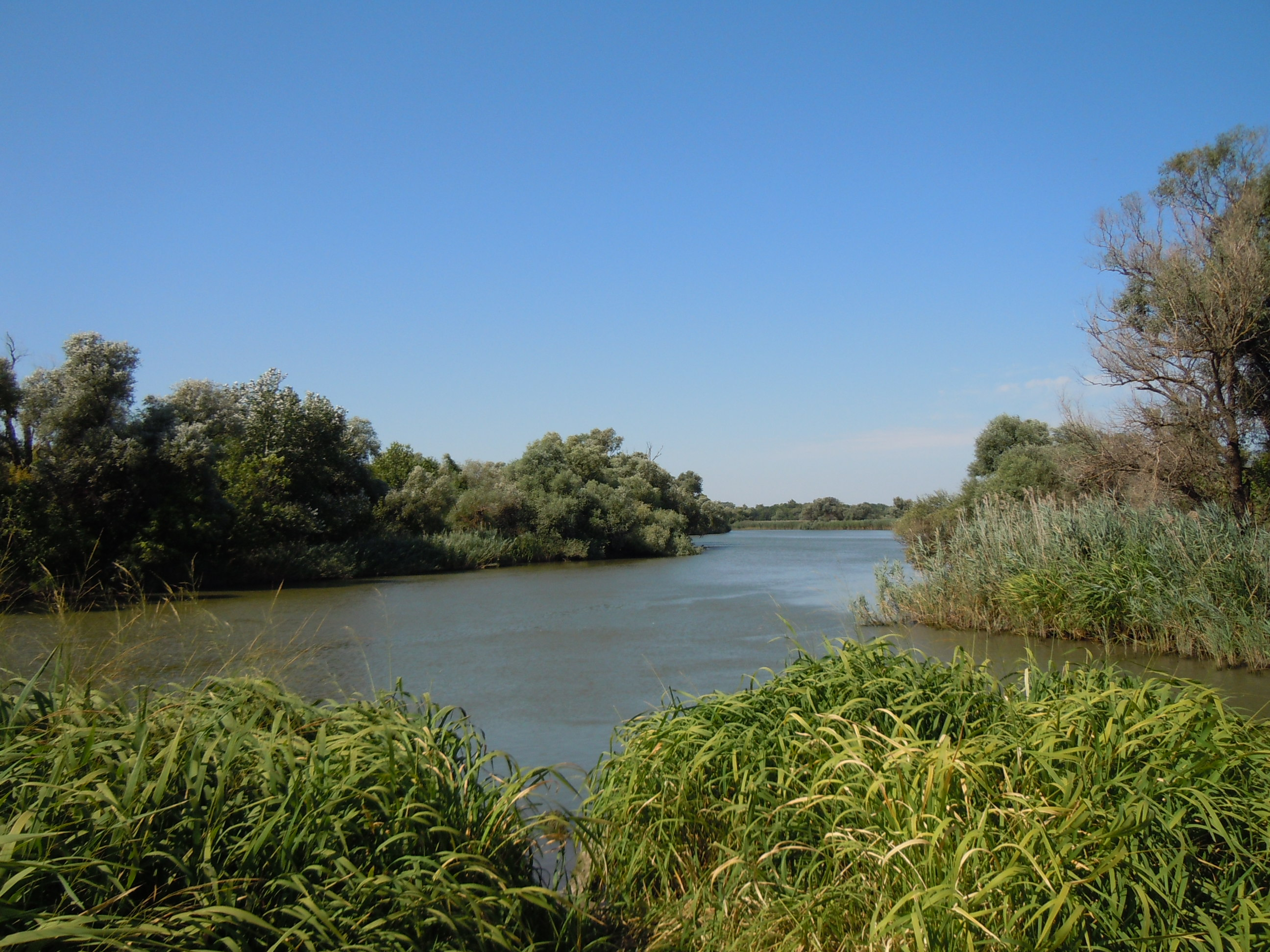

圖倫丘克河（烏克蘭語：Турунчук），是東歐的河流，流經烏克蘭和摩爾多瓦，屬於德涅斯特河的左支流，河道全長60公里，最大水深6米，河口處在別利亞耶夫卡附近。